# Hervey Elwes (2e baronnet)
Pour les articles homonymes, voir Elwes.
Hervey Elwes, 2e baronnet (vers 1683-1763), de Stoke-by-Clare, Suffolk, est un propriétaire terrien britannique et un homme politique whig qui siège à la Chambre des communes anglaise et britannique entre 1706 et 1722. Il a la réputation d'être un avare extrême. 

## Jeunesse
Il est baptisé en juillet 1683, le fils aîné de Gervase Elwes de Stoke College et son épouse Isabella Hervey, fille de Thomas Hervey d'Ickworth, Suffolk. Son père est décédé vers 1687. Enfant, il souffre de tuberculose, de sorte qu'il a une mauvaise constitution et un corps malingre. Il est timide et n'a ni amis ni intérêts à part accumuler de l'argent Il est admis au Queens 'College de Cambridge le 22 juin 1702. Son grand-père Gervase Elwes, 1er baronnet meurt le 11 avril 1706 et il lui succède. Le domaine est tellement endetté que son oncle, John Hervey (1er comte de Bristol), lui conseille de vendre ses terres ou d'épouser une femme riche. Il ne s'est jamais marié et n'a pas vendu les propriétés, mais a vécu une vie de misère. 

## Carrière politique
Il est un Whig fidèle et succède au siège parlementaire à son grand-père. Il est réélu député de Sudbury lors d'une élection partielle le 16 décembre 1706. Il devient Freeman de Sudbury en 1706. Son oncle tente sans succès en 1707 de lui obtenir une réversion sur le poste de son grand-père sous le duché de Lancaster. Il est réélu aux élections générales de 1708 et vote pour la destitution du Dr Sacheverell en 1710. Il est battu à Sudbury lors des élections de 1710, mais est réélu sans opposition en 1713. Il vote en 1714 contre l'expulsion de Richard Steele. Il est réélu sans opposition à nouveau comme député de Sudbury aux élections générales britanniques de 1715, mais se retire de la politique en 1722. 

## Héritage
Il passe les quarante dernières années de sa vie à restaurer sa fortune en faisant des économies. Une grande partie du temps qu'il a passé seul à Stoke est décrit comme « peut-être l'image la plus parfaite de la pénurie humaine qui ait jamais existé ». Il est décédé célibataire le 22 octobre 1763, à environ 80 ans. Il laisse au moins un quart de million à son neveu, John Meggott, qui prend le nom d'Elwes et, calquant son mode de vie sur celui de son oncle, est devenu un avare aussi célèbre. Le titre de baronnet passe à un cousin.